# Szarbia
Szarbia ist ein Dorf in der Gemeinde Koniusza im Powiat Proszowicki. Es liegt auf einer Höhe von etwa 239 Metern über dem Meeresspiegel in der Woiwodschaft Kleinpolen in Polen. Die naheliegendsten Nachbarorte im zwei Kilometerradius sind in südlicher Richtung das Dorf Glew, in westlicher Richtung Glewiec, in nordöstlicher Richtung Karwin und in südöstlicher Richtung Żudów. Das Verwaltungszentrum der Gemeinde liegt in Koniusza etwa acht Kilometer in nördlicher Richtung von Szarbia entfernt. Haupteinnahmequelle des Dorfes ist die Landwirtschaft.
In Szarbia fand man bei Ausgrabungen von 1997 bis 1999 Dutzende Gräber und Überreste von frühen Siedlungen aus dem Neolithikum und der Frühbronzezeit.